# Emmelichthyops atlanticus
Emmelichthyops atlanticus är en fiskart som beskrevs av Schultz, 1945. Emmelichthyops atlanticus är ensam i släktet Emmelichthyops som ingår i familjen grymtfiskar. Inga underarter finns listade i Catalogue of Life.